# 세종특별자치시의 사찰 목록
다음은 문화관광부의 2005년 5월자 자료를 기반으로 한 세종특별자치시의 사찰 목록이다.
- 관음암 - 세종특별자치시 조치원읍 번암공단2길 64 (태고종)
- 비암사 - 세종특별자치시 전의면 비암사길 137 (조계종)
- 신광사 - 세종특별자치시 조치원읍 토골고개길 24 (조계종)
- 연화사 - 세종특별자치시 연서면 연화사길 28-1 (태고종)
- 영평사 - 세종특별자치시 장군면 영평사길 124 (조계종)
- 청안사 - 세종특별자치시 전의면 가느실길 128-23 (태고종)
- 학림사 - 세종특별자치시 연서면 와룡로 353 (선학원)
- 황룡사 - 세종특별자치시 연동면 황우재길 22-17 (태고종)

## 같이 보기
- 한국의 사찰 목록